# Unión Panamericana
Unión Panamericana est une municipalité située dans le département de Chocó, en Colombie.